# Никита (Прибытков)
Епископ Никита (в миру Николай Григорьевич Прибытков; 6 декабря 1859, село Елбанки, Бийский уезд, Томская губерния — 3 января 1938, Тесницкий полигон, близ Тулы) — епископ Русской православной церкви, епископ Белёвский, викарий Тульской епархии.
Причислен к лику святых Русской православной церкви в 2001 году.

## Биография
Родился 6 декабря 1859 года в алтайским селе Елбанское Бийского округа Томской губернии в семье пономаря.
Окончил Барнаульское духовное училище.
С 3 апреля 1880 года служил псаломщиком в Томской губернии.
8 мая 1884 года рукоположён в сан диакона. На 1886 год, служил в Михаило-Архангельском храме села Мартыновского Кузнецкого уезда Томской губернии.
17 мая 1888 года определён на священническое место к Христорождественской церкви села Подгородного Кузнецкого округа. 18 июля 1888 года рукоположён в священника.
1 сентября 1889 года, согласно прошению, перемещён к Троицкой церкви села Берёзовского Кузнецкого округа (14
благочиние).
12 марта 1896 года стал настоятелем Никольского храма села Жуланиха. В мае того же года он открыл при храме
приходское попечительство. Много проповедовал, истово и благоговейно совершал богослужения, пользовался уважением и
любовью прихожан.
За участие в переписи населения в 1897 году был награждён медалью.
В 1899—1918 годы — был действительным членом Алтайского православного миссионерского общества.
Не ранее 1903 года был переведён в город Кузнецк.
С 1910 года служил священником в Бийском Тихвинском женском монастыре.
В 1912 году овдовел. В 1914 году принял постриг с именем Никита.
К 1920 году возведен в сан игумена. В 1921 или 1922 году архиепископом Бийским Иннокентием (Соколовым) возведен в сан архимандрита.

### Епископское служение
23 января 1924 года поставлен во епископа Кузнецкого, викария Томской епархии.
В конце 1924 года назначен управляющим Бийской епархией с титулом епископа Рубцовского.
С 1927 года — епископ Бийский, викарий Алтайской епархии.
Епископу приходилось исполнять свой архипастырский долг в тяжелых условиях. Владыка Никита не раз испытывал на себе откровенно неуважительное отношение к себе властей. В 1927 году был арестован.
Органы ОГПУ следили за каждым его шагом, каждым словом. 23 января 1931 года он пригласил на день рождения несколько бийских священников с жёнами. На следующий же день всем участникам скромного застолья чекисты устроили допрос: не носило ли «сборище» антисоветского характера, не велось ли там антисоветской агитации? Их с трудом удалось убедить, что о политике речи не было. Чекисты усмотрели контрреволюцию и в том, что в храмах ежегодно, в первое воскресенье Петровского поста, праздновалась память всех святых, в земле Российской просиявших, поскольку в их числе были князья и цари… При обыске у епископа Никиты нашли меморандум местоблюстителя Патриаршего престола митрополита Нижегородского Сергия, содержащий просьбу облегчить тяжёлое положение Патриаршей Церкви, и ответ на него представителя Правительства Смидовича. В «органах» объявили оба документа «контрреволюционными» на том основании, что они «не имеют официального характера и предназначены для возбуждения недовольства Советской властью у священнослужителей и верующих», после чего 8 февраля епископ Никита был вновь арестован и этапирован в барнаульскую тюрьму.
13 июня 1931 осужден как «руководитель к/р организации церковников» по статье 58 п. 10, 11 УК РСФСР, приговорен к 5 годам ссылки в Востсибкрай. Ссылку отбывал в Туруханском крае.
В апреле 1933 по ходатайству ПП ОГПУ по Западно-Сибирскому краю епископ Никита был со спецконвоем доставлен в Новосибирск, где на него было заведено новое следственное дело.
13 июня 1933 тройкой при ПП ОГПУ по Западно-Сибирскому краю был осуждён как «инициатор и руководитель Алтайского филиала к/р повстанческой организации церковников», и приговорен к 5 годам ИТЛ с заменой ссылкой на тот же срок в Нарымский край ввиду преклонного возраста. Из 46 священнослужителей, проходивших с ним по делу, 24 были расстреляны, остальные были приговорены к различным срокам лагерей и ссылок.
Вторую ссылку отбыл не до конца, а может быть, и не начинал её. Комиссия по разгрузке мест заключения освободила его по причине глубокой старости, хотя этому и пытались противодействовать органы ОГПУ.
7 ноября 1934 года назначен епископом Малмыжским.
С 22 мая 1935 года — епископ Белёвский, викарий Тульской епархии.
В этот период в городе Белёве ещё с 1922 года существовала православная община, деятельность которой владыка Никита активно поддерживал. В его бытность викарным архиереем службы в Никольской при Казацкой слободе церкви города Белева, которую посещали члены общины, проходили ежедневно утром и вечером — как это было положено по уставу, но далеко не всегда делалось в те годы.
18 ноября 1937 года начался разгром общины: были арестованы 51 человек из числа духовенства и монашествующих по обвинению в контрреволюционной деятельности и создании подпольных монастырей. Все арестованные были приговорены 2 декабря 1937 года к расстрелу, приговор был приведён в исполнение 10 декабря 1937 года на Тесницком полигоне, в одноименном лесу под Тулой.

### Последний арест и мученическая кончина
Престарелый и тяжело больной епископ Никита был арестован 16 декабря 1937 года. Одновременно были арестованы ещё 19 человек (некоторые из них пытались скрыться в деревнях или переехали в город Скопин, где жил один из основателей общины, епископ Игнатий (Садковский)). Среди арестованных был и схиархимандрит Исаакий (Бобраков) — старец Оптиной пустыни.
Владыка Никита был обвинён в том, что он, «являясь организатором и руководителем подпольного монастыря при Казацкой церкви Тихоновской ориентации, систематически давал установку монашествующему элементу и духовенству о проведении контрреволюционной деятельности среди населения и в распространении явно провокационных слухов о сошествии на землю антихриста, приближающейся войне и гибели существующего строя».
Все обвиняемые 30 декабря 1937 года были приговорены к расстрелу тройкой УНКВД по Тульской области. Расстреляны 3 января 1938 года в Тесницком лесу.
17 июля 2001 года Священный синод Русской православной церкви определил включить имя епископа Никиты (Прибыткова) в Собор новомучеников и исповедников Российских XX века. Память священномученика Никиты включена также в Собор Тульских святых, празднование Собору совершается 22 сентября.